# Konrad Kubiak
Konrad Kubiak (ur. 24 października 1992) – polski piłkarz, piłkarz plażowy,
reprezentant Polski w piłce nożnej plażowej. Aktualnie zawodnik KP Łódź. Uczestnik Euro Winners Cup w 2015, 2018 oraz 2019 roku, a także mistrzostw świata w piłce nożnej plażowej 2017.